# 유선 (도향경후)
유선(劉宣, ? ~ ?)은 전한 말기의 제후로, 동평사왕의 아들이다.

## 생애
홍가 2년(기원전 19년), 도향후(桃鄕侯)에 봉해졌다. 시호를 경(頃)이라 하였고, 아들 유립이 작위를 이었다. 다른 아들 유성도는 중산왕이 됐다.

## 가계
- 동평사왕 유우
  - 도향경후 유선
    - 도향후 유립
    - 중산왕 유성도

## 출전
- 반고, 《한서》 권15하 왕자후표 下·권80 선원육왕전

| 선대 (첫 봉건) | 전한의 도향후 기원전 19년 정월 무자일 ~ ? | 후대 아들 유립 |